# Santo Stefano di Sessanio
Santo Stefano di Sessanio è un comune italiano di 107 abitanti della provincia dell'Aquila in Abruzzo. È tra i comuni meno popolati della provincia e della regione, e faceva parte della Comunità montana Campo Imperatore-Piana di Navelli. Compreso all'interno del Parco nazionale del Gran Sasso e Monti della Laga, ne costituisce una delle porte di accesso nella sua parte meridionale.

## Geografia fisica

### Territorio
Il borgo è situato nell'entroterra abruzzese, nella parte meridionale del massiccio del Gran Sasso d'Italia, al di sotto della vasta piana di Campo Imperatore, in posizione panoramica verso la valle del Tirino da una parte e la bassa Conca aquilana (Piana di Navelli) dall'altra, ad una altitudine di poco superiore ai 1200 m s.l.m.
Il territorio del comune si allunga a nord lungo la piana di Campo Imperatore fino a raggiungere il gruppo del Monte Prena, la massima elevazione del comune. A nord poco sotto il paese si apre una piccola piana, sovrastata da monti, adibita alla coltivazione di patate e legumi tra cui la famosa lenticchia di Santo Stefano di Sessanio, oltre alla presenza di un piccolo lago con canneto alimentato dallo scioglimento delle nevi.
È raggiungibile dalla strada statale 17 svoltando in prossimità di Barisciano o, in alternativa, di San Pio delle Camere, oppure da Ofena-Capestrano. Da nord è inoltre possibile arrivare al paese attraversando Campo Imperatore e superando il valico di Capo di Serre oppure da Vado di Sole (passando poi per Capo di Serre) provenendo da Castelli o Farindola. Una strada secondaria asfaltata raggiunge la parte sud-ovest di Campo Imperatore innestandosi sulla strada statale 17 bis. Transita qui un tratto della grande Ippovia del Gran Sasso.

### Clima
Dal punto di vista climatico, data la notevole altitudine e la posizione nell'entroterra abruzzese, il paese è caratterizzato dal tipico clima appenninico di media ed alta montagna. L'estate presenta giornate tiepide con temperature giornaliere non elevate (tra i 20° e i 25° in media) ma la notte, come in tutta la provincia dell'Aquila, è caratterizzata da temperature fredde (di solito tra i 10° ed i 15°). L'Aquila risulta infatti essere il capoluogo di provincia con le temperature notturne più basse da aprile a settembre, e in tutto il territorio limitrofo tale caratteristica non è assente. A Santo Stefano l'inverno è rigido con l'alternarsi di fasi fredde e fasi più miti.
Durante la stagione invernale infatti le temperature minime sono regolarmente sotto zero e durante le ondate di freddo più intense (principalmente con il burian proveniente dai Balcani) esse possono raggiungere valori negativi notevoli, tanto da essere registrate annualmente notti con temperature prossime ai -15° e saltuariamente di -20°.
Le temperature massime in inverno salgono spesso, seppur di pochi gradi, sopra lo zero. La primavera e l'autunno sono stagioni intermedie che spesso hanno una breve durata. L'inversione termica e l'escursione termica, giornaliera ed annua, sono una caratteristica comune del territorio. Le precipitazioni sono presenti durante tutto l'anno ed anche in estate sono frequenti fenomeni temporaleschi pomeridiani. Le precipitazioni invernali sono costituite principalmente dalla neve che spesso può cadere in quantità molto abbondanti (nei recenti inverni del 2012, 2017 e 2018, per esempio, si è raggiunto e superato il metro di neve). L'accesso stradale al paese nel periodo invernale è quasi sempre garantito, anche se con le nevicate più intense Santo Stefano rimane a volte, per pochi giorni, isolato dalle vie di comunicazione.

## Origini del nome
Santo Stefano ha assunto la specificazione "di Sessanio" con il decreto del 21/04/1863 . Essa deriva da una corruzione di Sextantio, piccolo insediamento romano situato nei pressi dell'attuale abitato.

## Storia
Le prime notizie di contrade comprese nel territorio comunale di Santo Stefano di Sessanio di proprietà del monastero di San Vincenzo al Volturno le dobbiamo al Chronicon Vulturnense e risalgono all'inizio del IX secolo. La prima notizia certa dell'esistenza dell'insediamento detto Santo Stefano è dell'anno 1240. L'opera capillare degli ordini monastici determina un aumento delle terre coltivabili, il ripopolamento delle campagne anche ad alte quote, nonché la nascita e il consolidamento di borghi fortificati, tanto più sicuri quanto più in posizione elevata.
Dal XIII secolo Santo Stefano fu compreso nel distretto feudale della baronia di Carapelle che includeva anche Carapelle Calvisio, Castelvecchio Calvisio, Calascio e Rocca Calascio. Santo Stefano seguì le vicende storiche della baronia fino al 1806, anno di abolizione della feudalità. Il borgo divenne dominio nell'ordine delle famiglie Pagliara, Plessis, Colonna, Celano, Caldora, Accrocciamuro, Piccolomini Todeschini, Del Pezzo, Cattaneo, Medici e Borbone.
Nel 1474, sotto gli Aragonesi, l'abolizione della tassa sugli animali e il riordino dei pascoli di Puglia consentono un forte sviluppo della pastorizia e della transumanza al punto che in quell'anno Santo Stefano, Calascio, Rocca Calascio e Carapelle hanno nella dogana di Puglia ben 94 070 pecore.
Costanza, figlia unica di Innico Piccolomini, cedette la baronia di Carapelle a Francesco I de' Medici, granduca di Toscana, nel 1579. Queste terre apparterranno ai Medici fino al 1743. In questo periodo Santo Stefano raggiunge il massimo splendore come base operativa della Signoria di Firenze per il fiorente commercio della lana "carfagna", qui prodotta e poi lavorata in Toscana e venduta in tutta Europa.
Nel XIX secolo con l'Unità d'Italia e la privatizzazione delle terre del Tavoliere delle Puglie ha termine l'attività millenaria della transumanza e inizia un processo di decadenza del borgo che vede fortemente ridotta la popolazione a causa del fenomeno dell'emigrazione. Nel XXI secolo l'antico borgo sta avendo una rinascita grazie al turismo. Infatti nel 1994 è arrivato in paese un giovane imprenditore, Daniele Kihlgren, milanese di origini svedesi, che ha acquistato gran parte del borgo per realizzarci un albergo diffuso ed ha attirato, grazie al progetto di recupero conservativo del paesaggio, delle tradizioni e degli immobili, l'interesse della stampa nazionale ed internazionale. Ciò ha richiamato nuovi investitori, facendo sviluppare in modo considerevole tutte le attività economiche della zona.
Il 6 aprile 2009 il paese è stato colpito dal terremoto che ha abbattuto la Torre Medicea, simbolo del borgo, e alcune abitazioni, danneggiandone molte altre. Il restauro della torre è stato ultimato a ottobre 2021 a seguito di un intervento durato tre anni e costato circa un milione di euro. Il borgo medioevale ha visto nel tempo molti lavori di restauro che hanno riportato il paese in una condizione pre terremoto.

### Simboli
Lo stemma e il gonfalone sono stati concessi con DPR del 7 agosto 1992.
(Art. 15 dello Statuto)
Nella prima partizione è rappresentato il patrono santo Stefano, nella seconda è riportato lo stemma dei Medici, granduchi di Toscana, possessori di queste terre dal 1579 al 1743.
Il gonfalone è un drappo partito di bianco e di azzurro.

## Monumenti e luoghi d'interesse

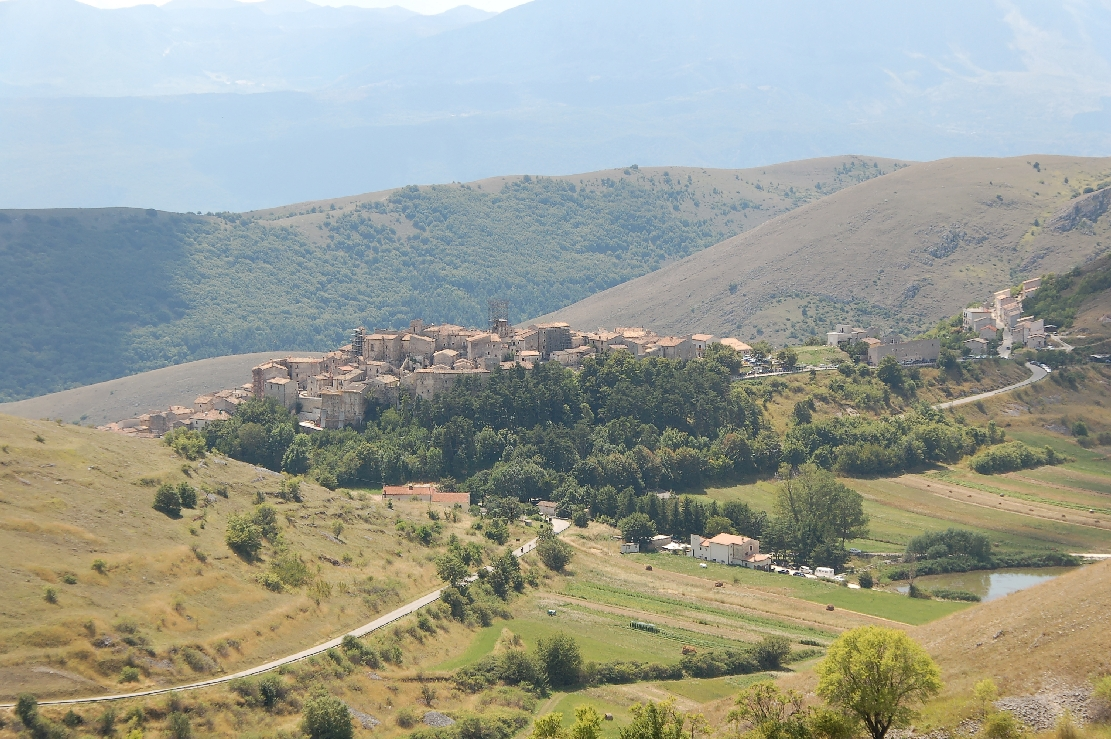
Vista del paese d'estate con il laghetto

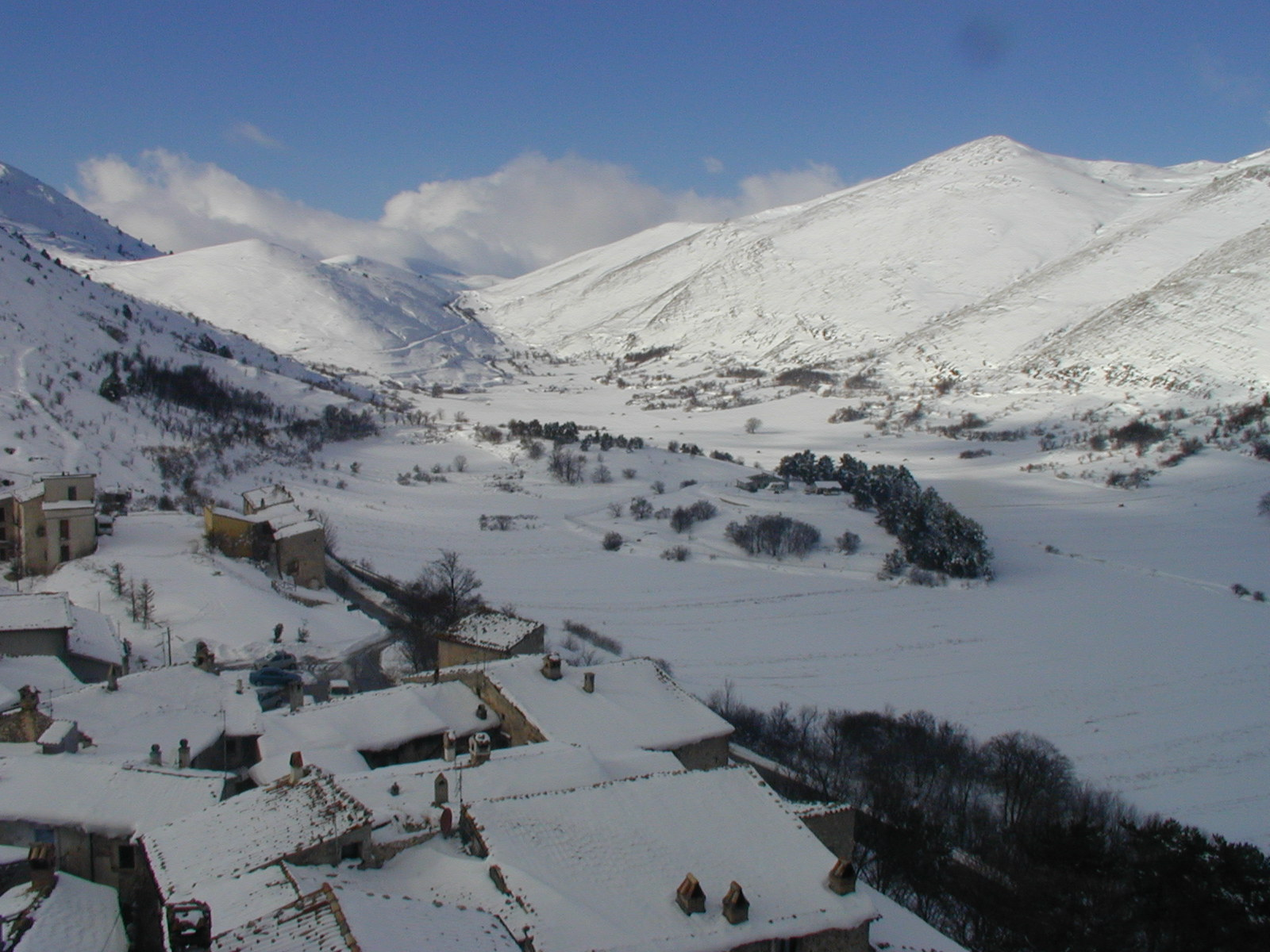
Vista del paese e del pianoro d'inverno

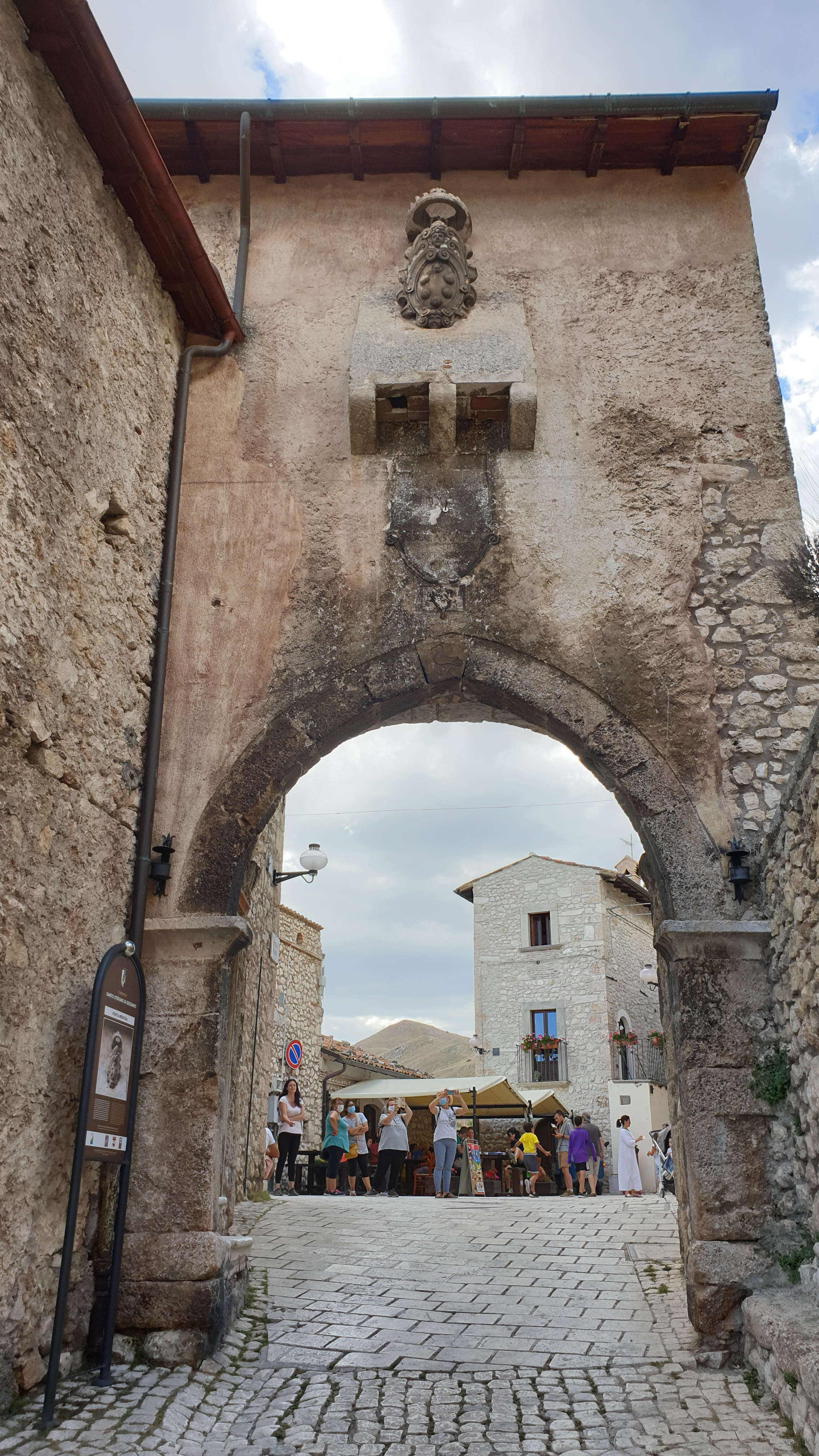
Porta urbica

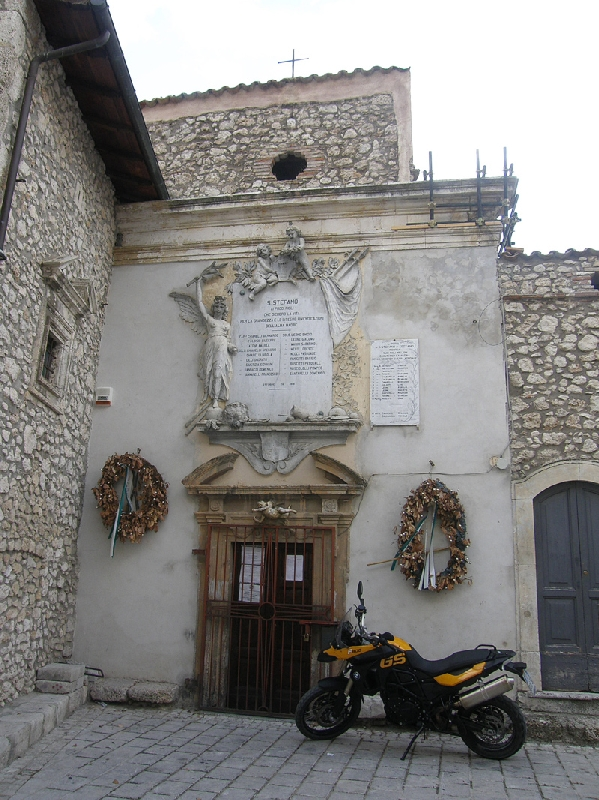
Cappella di Santa Maria delle Grazie

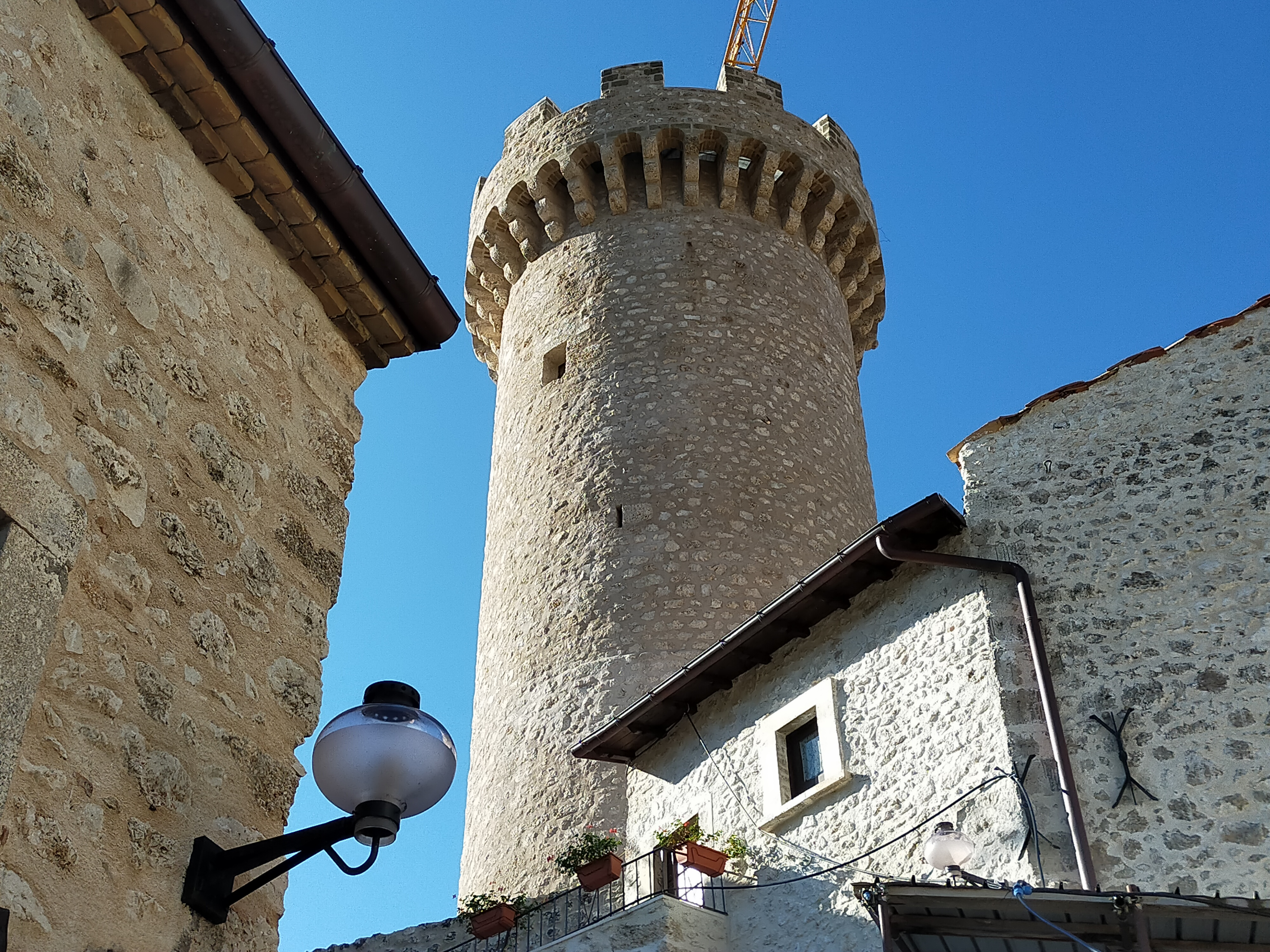
Torre medicea nel 2021

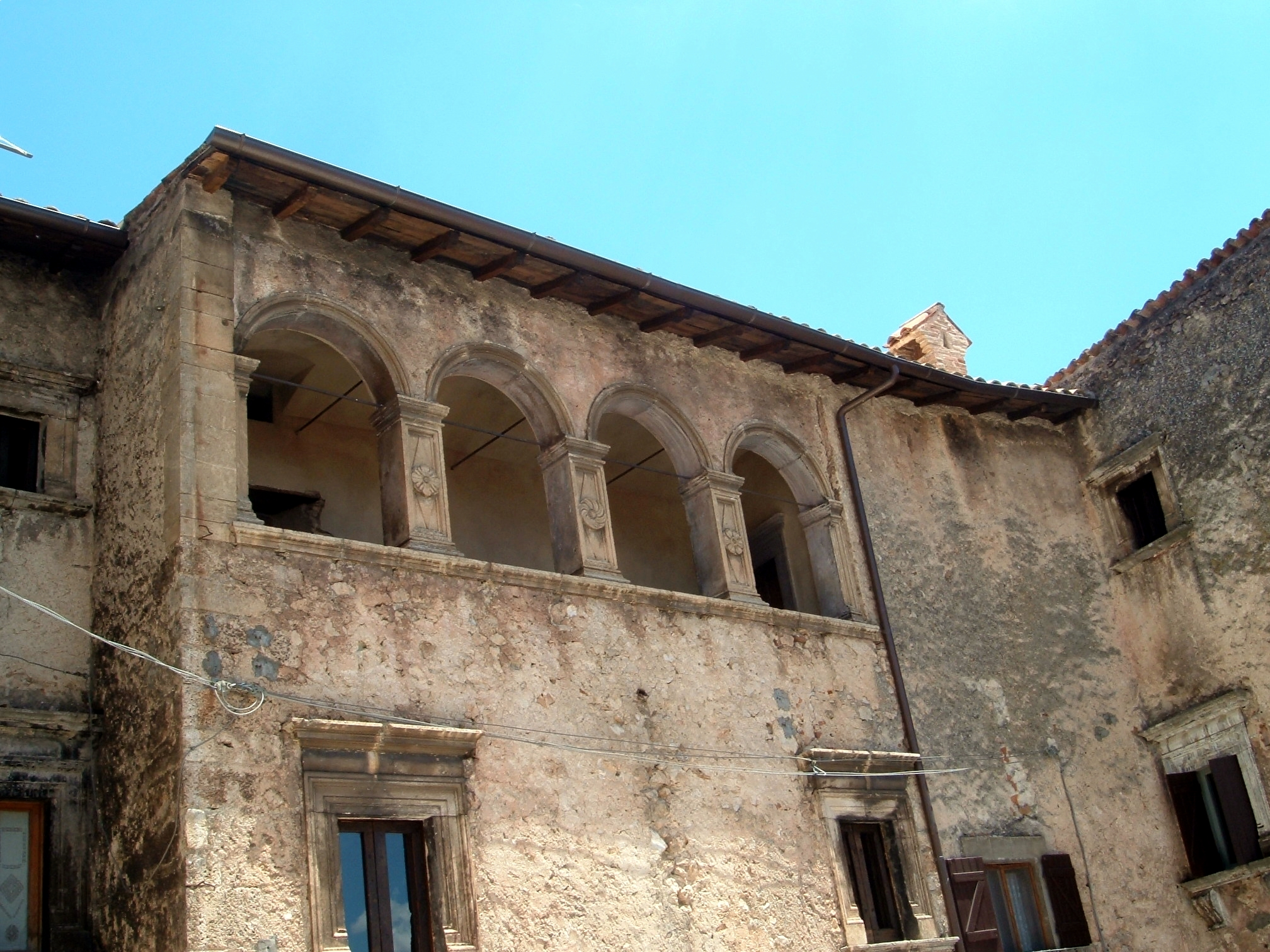
Palazzo rinascimentale del borgo medievale

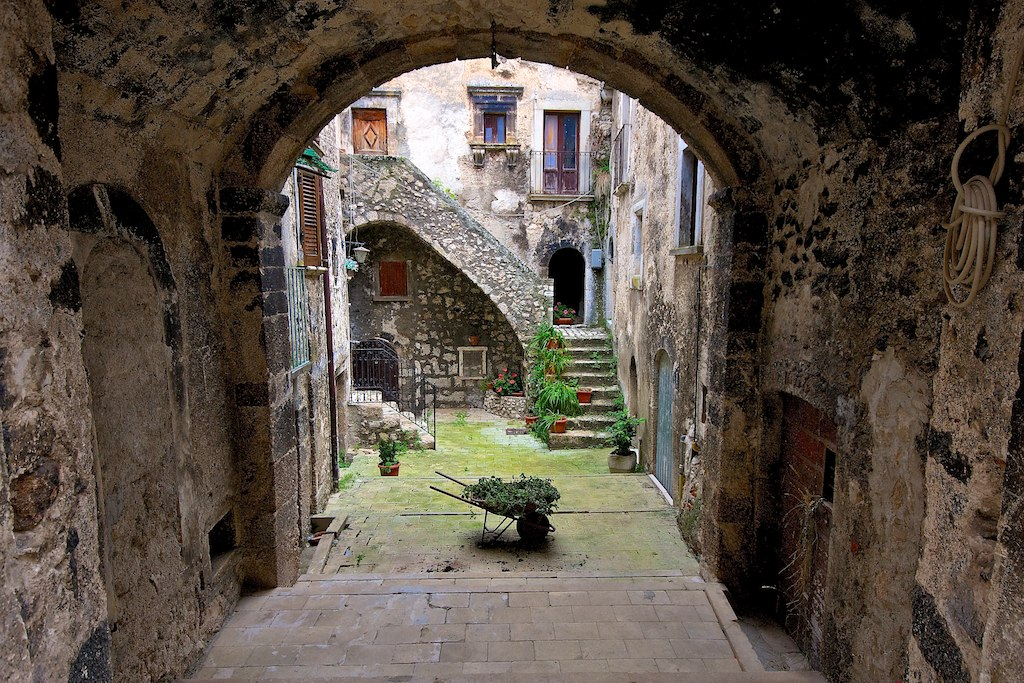
Uno dei vicoli tipici di Santo Stefano

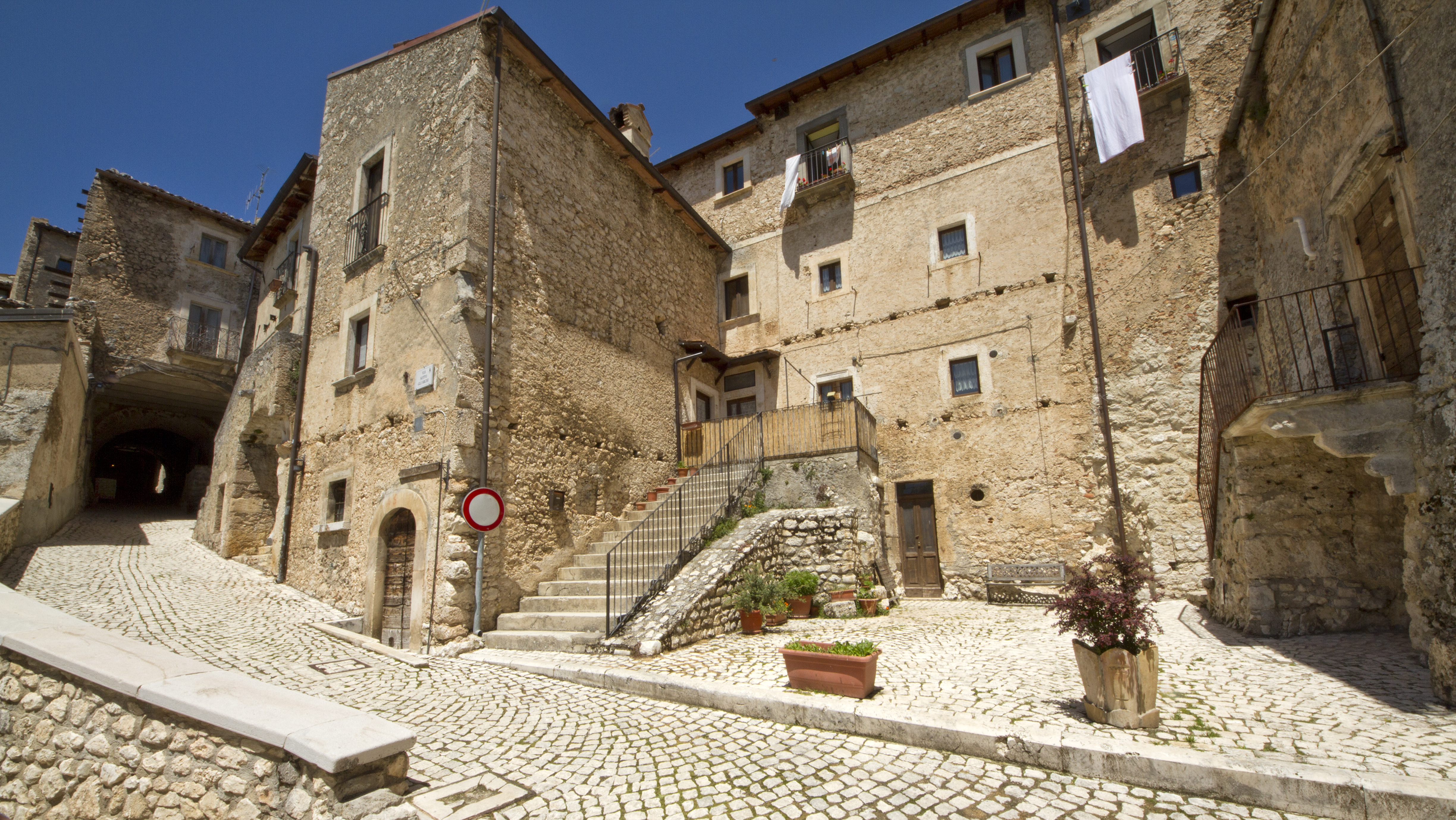
Scorcio del borgo

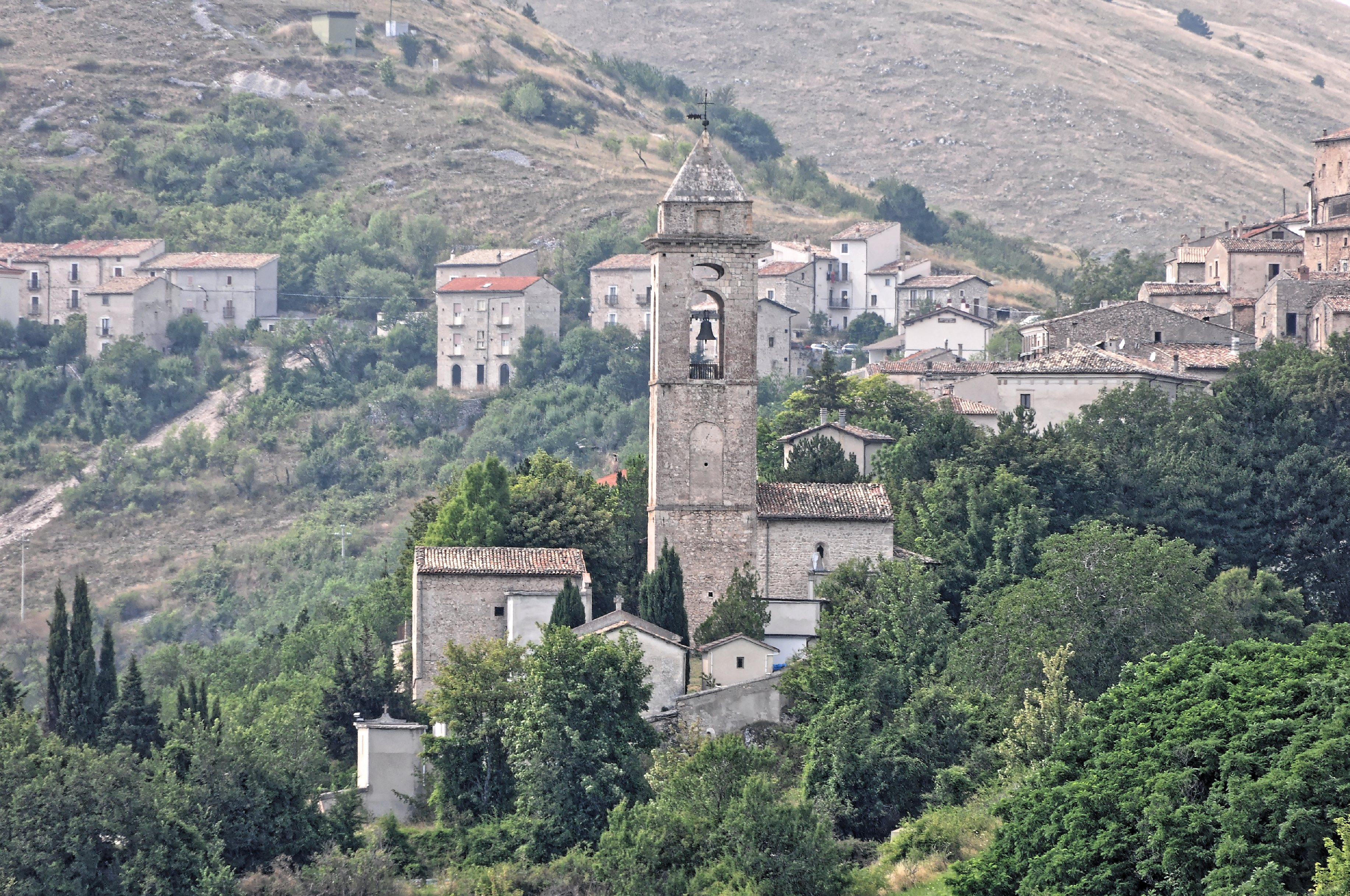
Veduta del campanile della chiesa di Santo Stefano

### Borgo medievale
Il borgo si è sviluppato a partire dal XIV secolo attorno all'antico presidio fortificato della torre medicea. La torre si presume esistesse sin dall'epoca normanna, isolata sopra un cocuzzolo, e comunicante con la torre di Rocca Calascio, quella di Castel del Monte e di Castelvecchio Calvisio. La torre di avvistamento serviva per controllare i traffici sul tratturo per Foggia, oppure per mettere in allarme la popolazione durante le invasioni nemiche del territorio. Nel XVI secolo, quando Costanza Piccolomini vendette la baronia di Carapelle al duca Francesco de' Medici, il paese già in via di sviluppo, fu ornato dall'inconfondibile stile rinascimentale fiorentino, di cui la torre principale è l'elemento principe.
Il borgo, benché danneggiato dal sisma del 2009, e ancor prima da quello del 1703, è ancora perfettamente conservato, ha la caratteristica del borgo a nido d'aquila che si avvolge con le case attaccate l'una all'altra all'altura della torre centrale, è accessibile da ovest per mezzo di via Nazario Sauro, e da est per via del Cantone, da cui si sale alla porta medicea, che precede la piazzetta dei Medici, con la cappella della Madonna e il Palazzo delle Logge, sede del capitano di giustizia. Il dedalo di strade, di cui si ricordano via Chiesa e via Torre, portano o a una seconda chiesa, Madonna del Ruvo, dentro le mura (chiesa madre) ed alla torre (erroneamente) medicea. Molti passaggi sono caratteristici perché voltati, in parte mostranti ancora i contrafforti delle mura, che si sono fuse con le case civili.

### Torre medicea
Torre di avvistamento documentata nel XIV secolo e posta in cima al borgo. Si presume che esistesse già prima dell'arrivo della famiglia di Francesco de' Medici, feudatario che nel 1579 acquistò da Costanza Piccolomini la Baronia di Carapelle. La torre, prima del crollo, era alta 20 metri, a pianta cilindrica, in pietra concia locale, con delle caditoie e delle finestre per le balestre. L'intervento dei Medici permise di migliorare il passaggio di ronda con scala a chiocciola, e la sommità, con le caditoie, i beccatelli e la merlatura a ghibellina. Crollata durante il terremoto del 2009, la sua ricostruzione è stata ultimata a ottobre del 2021.

### Chiesa Madre di Santo Stefano Martire
La chiesa madre si trova fuori dalle mura, all'ingresso del cimitero, seguendo via Cesare Battisti. La chiesa attuale mostra un aspetto della metà del Settecento, in quanto rifatta dopo i danni sismici del 1703, ma leggendo il portale romanico, si presume che esistesse già dal XIII secolo. La chiesa mostra un impianto rettangolare con facciata quadrata all'aquilana maniera, un oculo centrale, in asse col portale inquadrato da una cornice in pietra bianca, con arco a tutto sesto, e lunetta anticamente decorata da un affresco. Il campanile laterale è una torre quadrata con cuspide piramidale, l'abside è semicircolare.
L'interno, al contrario di quanto possa sembrare, è a tre navate, conservando l'impianto storico, con la navata centrale maggiore, voltata a crociera con profondi costoloni, i pilastri hanno archi a tutto sesto, le navate laterali sono più piccole, e mostrano delle tele settecentesche ritraenti le storie del martirio di Gesù e santo Stefano. Il capo altare invece è prettamente barocco, decorato da fastosi pennacchi e stucchi, con la statua del santo. Vi si conservano una statua policroma della Madonna col Bambino e una di Santo Stefano.

### Cappella medicea di Santa Maria delle Grazie o del Carmine
La chiesa si trova in piazza Medicea, e svolge anche le funzioni parrocchiali della chiesa di Santo Stefano, danneggiata dal sisma del 2009. La costruzione risale al XVIII secolo, e prima del 1918 aveva una facciata in pietra grezza, con un campanile a vela. In occasione del termine della Grande Guerra, è stata posta una grande lapide con la decorazione allegoria della Vittoria alata, con una lastra di marmo centrale che mostra i nomi dei caduti. Nel 1946 è stata posta una seconda lastra per commemorare i caduti civili della seconda guerra mondiale. Il portale di ingresso era l'unico elemento decorativo prima di realizzare il Monumento ai caduti, ed è tipicamente barocco, seguendo lo stile romano, a timpano curvilineo spezzato. L'interno è a navata unica, l'altare maggiore è a cappella con architrave e nicchia e ospita la statua della Beata Vergine Maria del Carmine.

### Palazzo Mediceo "La Bifora" o del Capitano
Il palazzo più grande fu costruito dai Medici come residenza signorile lungo via della Chiesa, poco distante da piazza Medici, lungo la via della chiesa. La costruzione in pietra ha due grandi bastioni, e due finestre bifore di gusto tardo-gotico. La facciata principale è ornata dall'elegante loggiato rinascimentale della metà del Cinquecento, con un percorso pedonale che immette alle finestre vere e proprie o all'accesso al piano superiore.

### Porta urbica
Si trova a fianco la chiesa medicea, prima di arrivare a piazza Medici. Non si sa se la porta esistesse già prima dell'arrivo dei Medici, fatto sta che era il principale punto di accesso al borgo, e oggi si presenta nel restauro del XVI secolo. La porta si presenta come un blocco turrito collegato ad un'abitazione, con profondo fornice a sesto acuto, sormontato dallo stemma gentilizio dei Medici con sei bisanti: 5 palle e il giglio, posto sotto una caditoia che serviva per contrastare gli assalti gettando delle pietre dai canali. Si presume che la porta terminasse con una torre merlata a ghibellina, come accadde col rifacimento delle mura del castello di Rocca Calascio, ma oggi questa parte è scomparsa, forse distrutta dal terremoto del 1703.

### Cappella della Madonna del Lago
Si trova poco fuori dal centro, presso il laghetto di Santo Stefano 
, seguendo via Umberto I. Cappella pastorale costruita nel XVII secolo, poi ampliata, è a navata unica, barocca, con portico sulla facciata. Danneggiata soprattutto nel portico nel 2009, è in restauro.

### Luoghi di interesse naturalistico
- Piano Racollo, Lago Racollo, Rifugio Racollo
- Laghetto di Santo Stefano
- Percorso naturalistico guidato fino a Rocca Calascio
- Percorso sciistico per l'Ippovia del Gran Sasso

## Società

### Evoluzione demografica
Abitanti censiti

Dei 115 residenti, nel 2020 meno di 20 erano infratredicenni. Come in molti paesi dell'entroterra abruzzese il fenomeno dello spopolamento è stato di notevoli dimensioni, specie dai primi del 900 in poi, e molti abitanti si sono trasferiti nelle maggiori città italiane ed in misura importante all'estero (principalmente in Canada, Francia, Belgio e Germania). Negli ultimi anni per far fronte a tale fenomeno sono stati stanziati fondi ed aiuti per aiutare a ripopolare il paese, con la possibilità di ricevere supporto economico nell'apertura di nuove attività..

## Economia

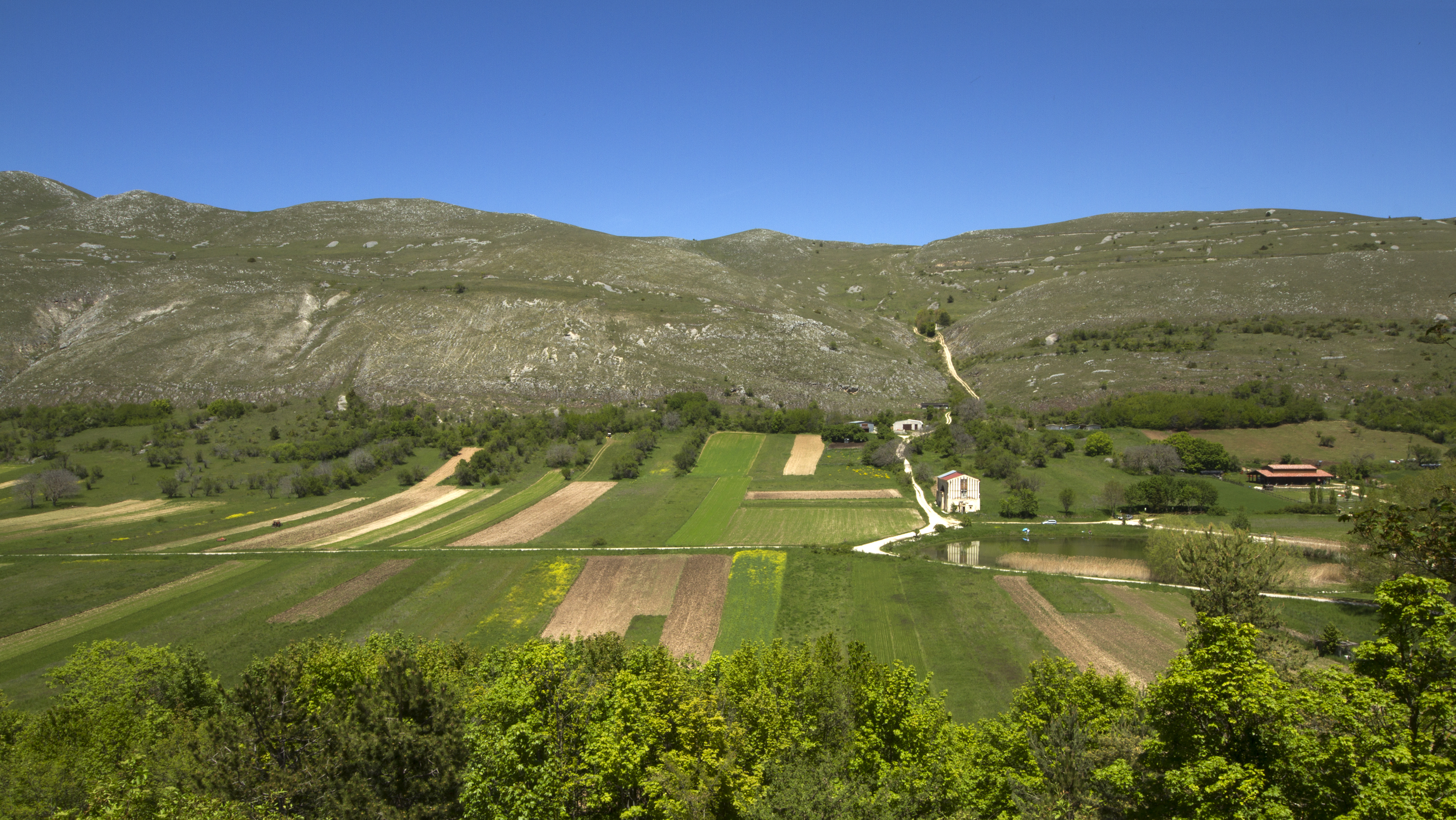
Campi coltivati sotto il borgo

Il luogo ha avuto in passato una forte vocazione all'allevamento e alla pastorizia, specie di ovini, alla transumanza nonché all'agricoltura montana, tra cui la coltivazione di patate, ceci e lenticchie autoctone, presidio Slow Food. Membro dell'associazione I borghi più belli d'Italia, il comune è una nota destinazione turistica.
Il borgo, in parte recuperato e restaurato dall'imprenditore italo-svedese Daniele Kihlgren e vincitore del premio “Italia è – Una bella storia di casa nostra”, è considerato un modello turistico per cultura e artigianato "chilometri zero".

### Lana di Santo Stefano
Nel XVI secolo, con l'arrivo dei Medici, il commercio e la produzione di tessuti subì un profondo rinnovamento e incoraggiamento imprenditoriale, con la tradizione che si è mantenuta viva, grazie al recupero culturale e materiale del paese, sino ad oggi. La tessitura avviene ancora alla maniera artigianale con il telaio a mano, anziché impianto più moderni industriali, e si caratterizza per la duttilità, e per la varietà di tipi e colori con cui si realizzano suddetti tessuti. La tradizione non è mai venuta meno, poiché abbondava, almeno sino alla metà del Novecento, la lana di pecora, per il fatto che Santo Stefano era stazione di riposo dei pastori transumanti, che negli stazzi conducevano le pecore. Poi, per svernare, a settembre, conducevano le pecore verso le dogane di Foggia.

## Cultura

### Cinema
- Una pura formalità di Giuseppe Tornatore - (1994)
- Palestrina princeps musicae di Georg Brintrup - (2009)
- Purché finisca bene (episodio Piccoli segreti, grandi bugie - 2ª stagione) - 2016

### Eventi
Ogni anno il paese, da più di cinquant'anni, ospita la sagra della lenticchia di Santo Stefano di Sessanio. Essa si svolge il primo fine settimana di settembre ed il piatto tipico della lenticchia è accompagnato da prodotti gastronomici tipici abruzzesi.

## Amministrazione
| Periodo         | Periodo         | Primo cittadino         | Partito                                     | Carica                  | Note          |
| --------------- | --------------- | ----------------------- | ------------------------------------------- | ----------------------- | ------------- |
| 23 aprile 1995  | 12 giugno 1999  | Altero Leone            | Lista Civica di Centro-sinistra             | Sindaco                 | [ 16 ]        |
| 13 giugno 1999  | 18 ottobre 2005 | Antonio D'Aloisio       | Lista Civica                                | Sindaco                 | [ 17 ] [ 18 ] |
| 19 ottobre 2005 | 28 maggio 2006  | Franca Ferraro          |                                             | Commissario Prefettizio | [ 19 ]        |
| 29 maggio 2006  | 15 maggio 2011  | Elisabetta Leone        | Partito Democratico                         | Sindaco                 | [ 20 ]        |
| 16 maggio 2011  | 2 marzo 2013    | Antonio D'Aloisio       | Lista Civica Per il futuro di Santo Stefano | Sindaco                 | [ 21 ]        |
| 3 marzo 2013    | 24 maggio 2014  | Anna Concetta Di Matteo | Lista Civica Per il futuro di Santo Stefano | Vicesindaco             | [ 22 ]        |
| 25 maggio 2014  | in carica       | Fabio Santavicca        | Lista Civica Obiettivo comune               | Sindaco                 | [ 1 ]         |

## Sport
Nel paese è transitato più volte il Giro d'Italia nelle tappe verso Campo Imperatore, come nelle edizioni 2018 e 2023.